# Юэ, Жан-Батист
Жан-Батист Мари Юэ (фр. Jean-Baptiste Marie Huet, 15 октября 1745, Париж — 27 августа 1811, Париж) — французский рисовальщик, живописец и гравёр периодов рококо и неоклассицизма.

## Биография
Жан-Батист родился в семье художников. Его дед был золотых дел мастером, дядя — Кристоф Юэ (1700—1759) — известный живописец-декоратор и художник-анималист, ученик Ж.-Б. Удри. Писал картины, декоративные панно и десюдепорты с изображениями цветов и фруктов, зверей и птиц. Работал по заказам маркизы де Помпадур в стиле шинуазри. Его композиции использовали для маркетри в мебели и для росписи фарфора. Отец Жана-Батиста — Николя Юэ (1770—1830) был живописцем «королевской обстановки» (peintre du garde-meuble du roi), «художником цветов и фруктов», анималистом, известным как «Юэ Младший» (Huet Le Jeune).
Жан-Батист Юэ учился у художника-анималиста Шарля Дагомера (Charles Dagomer) и, с 1764 года, в мастерской Жана-Батиста Лепренса. Писал картины на пасторальные сюжеты под влиянием искусства Франсуа Буше, а также сцены охоты, натюрморты, сочинял орнаменты, книжные виньетки и иллюстрации. Искусству гравюры обучался у Лепренса и Жиля Демарто.
30 июля 1768 года его творчество получило официальное «одобрение», а 29 июля 1769 года Юэ был принят в Королевскую Академию живописи и скульптуры в малую категорию (petite manière) «живописца животных» за картину «Мастиф, бросающийся на гусей» (Париж, Лувр). В том же году Ж.-Б. Юэ участвовал в Парижском салоне картиной «с изображением собаки, атакующей гусей» (ныне в собрании Лувра). Юэ продолжал участвовать в официальных выставках до 1789 года, но его попытки создать «величественную манеру исторической живописи», считавшейся в академии самым благородным жанром, не встретили одобрения.
Ж.-Б. Юэ выполнял картоны для шпалер и рисунки набивных тканей, сначала, с 1783 года, для Х.-Ф. Оберкампфа на мануфактуре Жуи, с 1790 года — для мануфактур Гобеленов и Бове. В последние годы Юэ прославился изящными рисунками в духе Франсуа Буше, которые Жиль Демарто, Жан-Батист Леба и Луи-Марен Бонне использовали для своих гравюр.
Декоративные произведения Юэ экспонируются в Музее Виктории и Альберта в Лондоне, Музее декоративного искусства (Лувре) в Париже, музее Метрополитен в Нью-Йорке, в Институте искусств в Детройте.

## Галерея

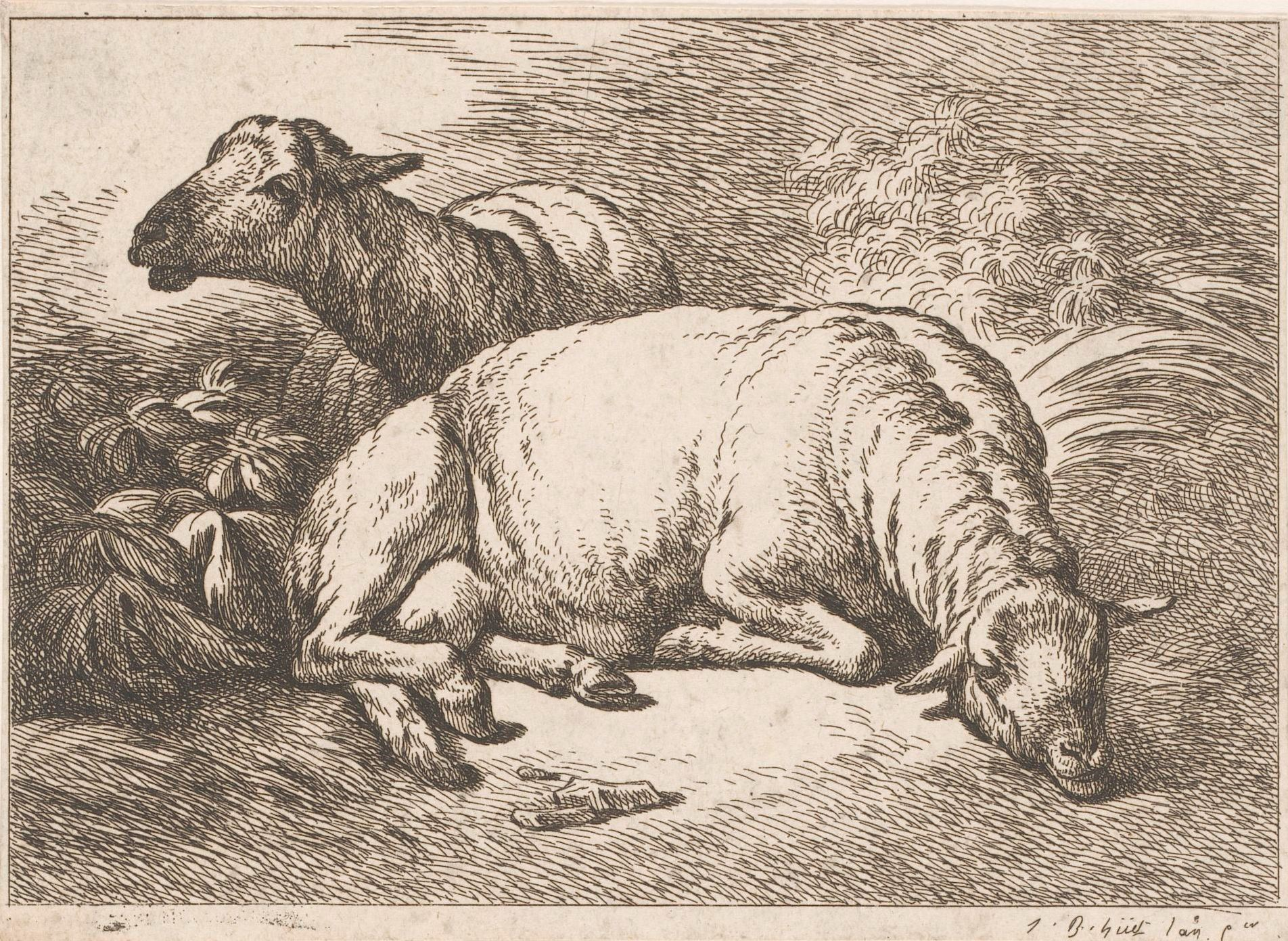
Овцы. 1796—1797. Офорт
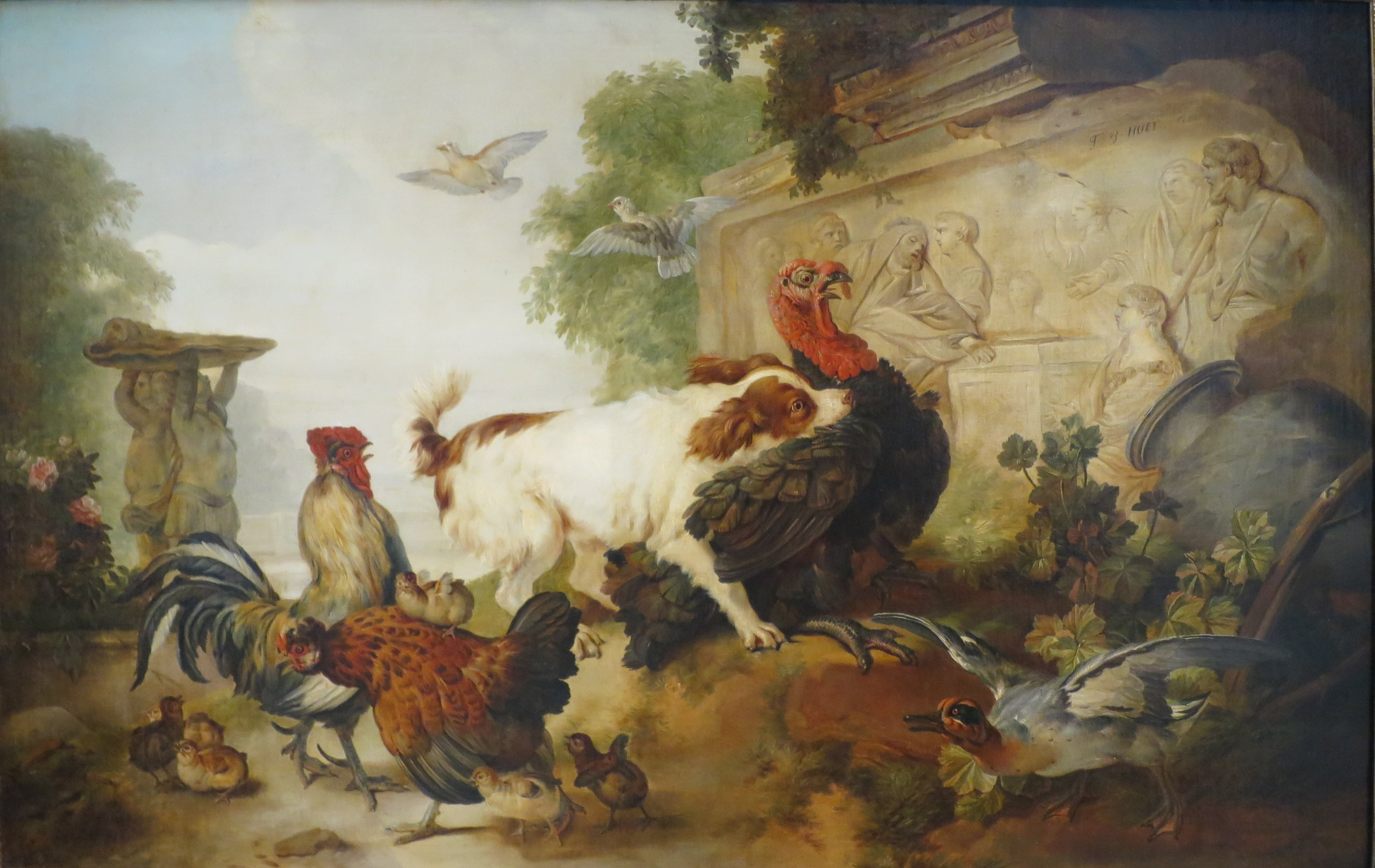
Собака нападает на индюка. 1781. Холст, масло. Государственный музей изобразительных искусств им. А. С. Пушкина, Москва
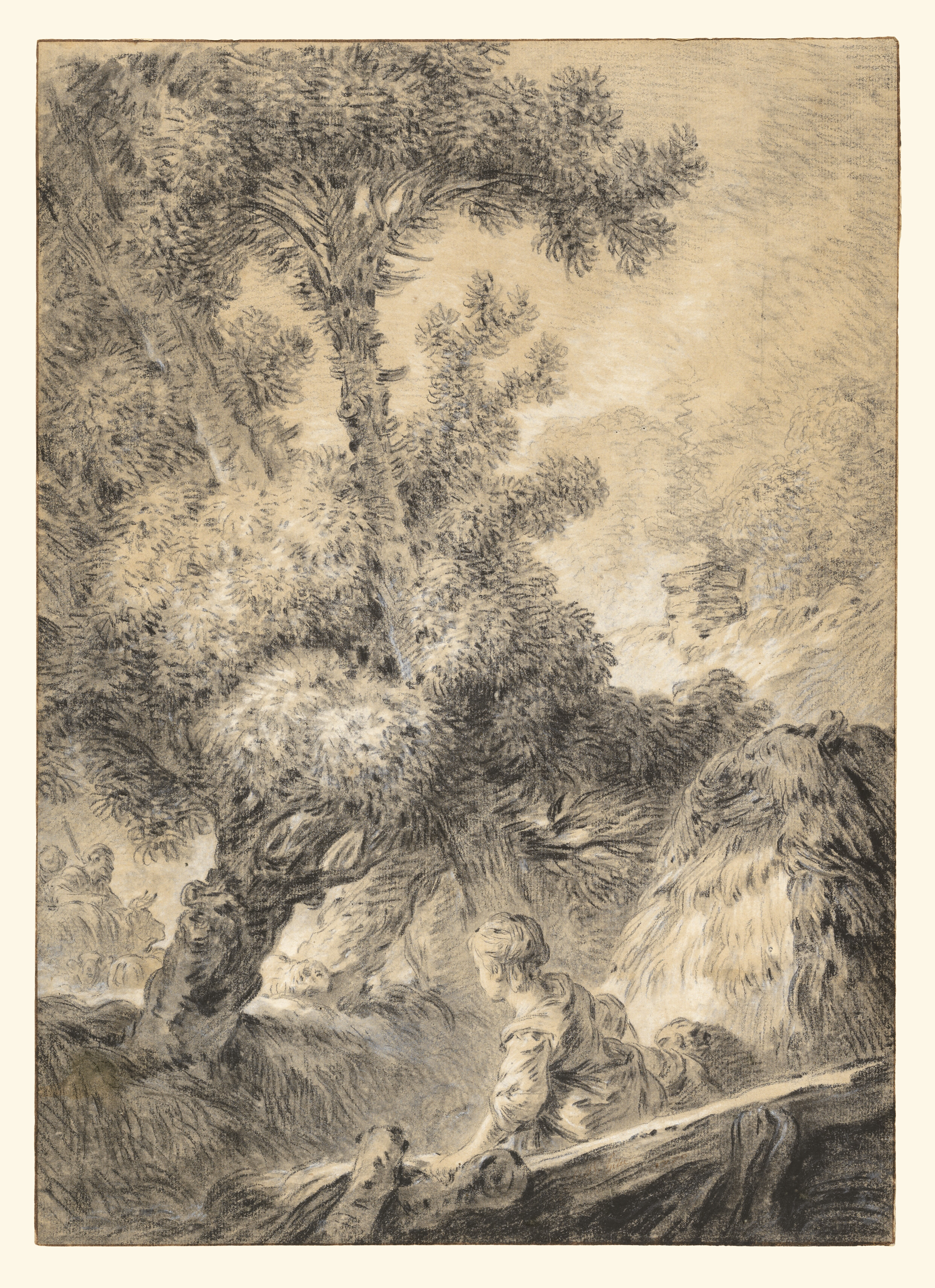
Пастух и пастушка в буколическом пейзаже. 1770. Бумага, итальянский карандаш, белила. Центр Гетти, Лос-Анджелес, США
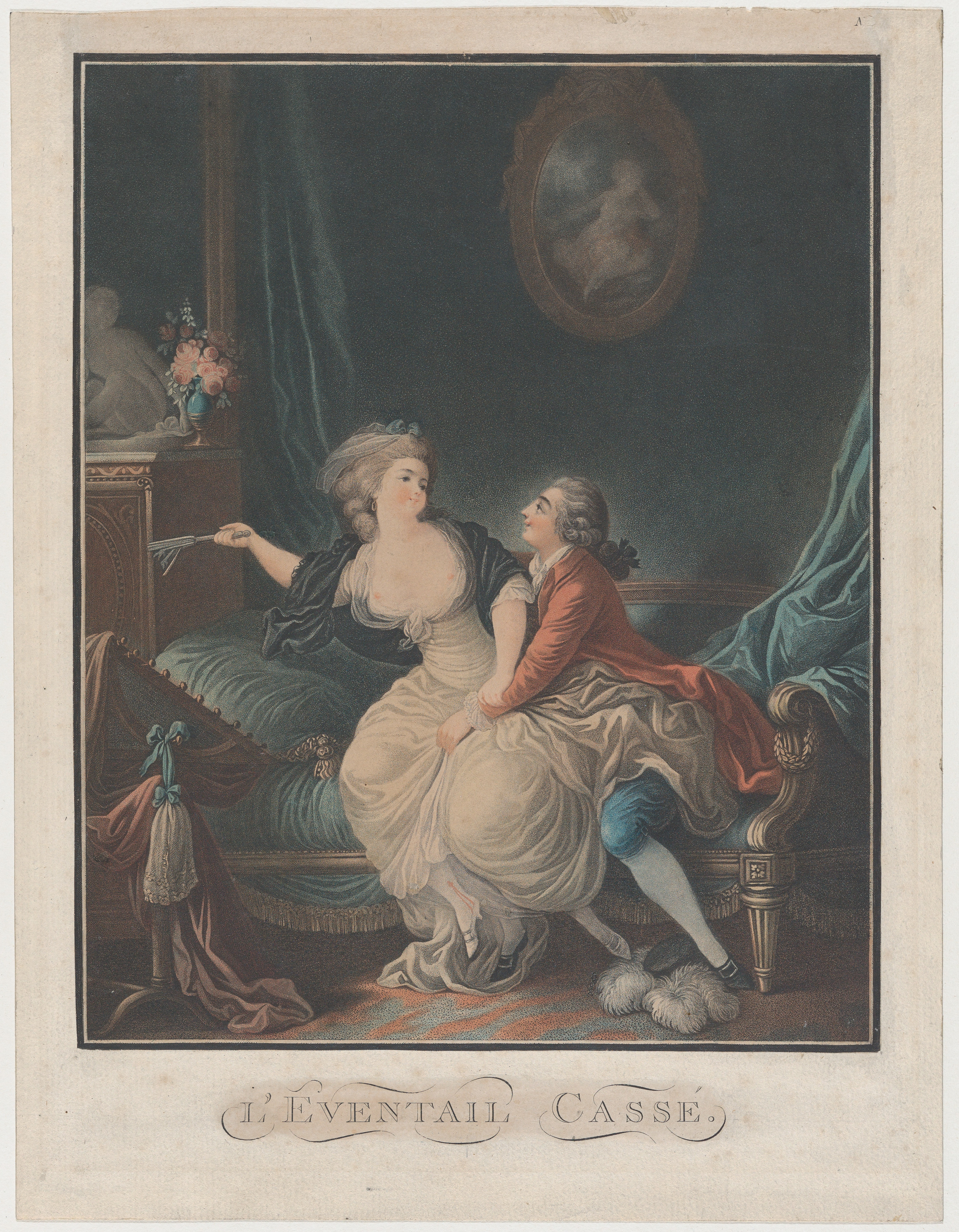
Сломанный веер. Между 1787 и 1793. Пунктир, цветная акватинта. Метрополитен-музей, Нью-Йорк
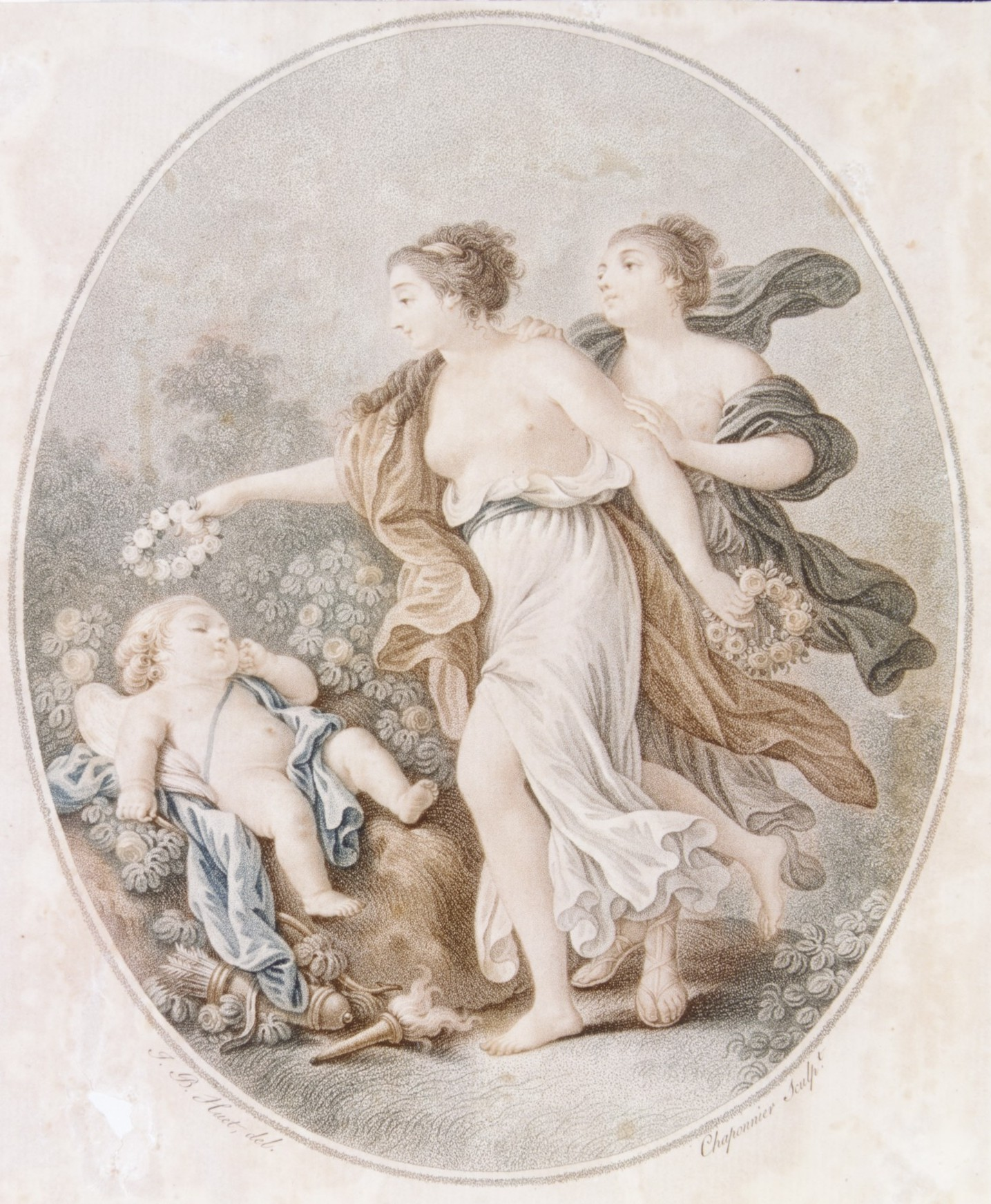
Купидон, коронуемый грациями. Между 1770 и 1805. Цветной офорт. Метрополитен-музей, Нью-Йорк
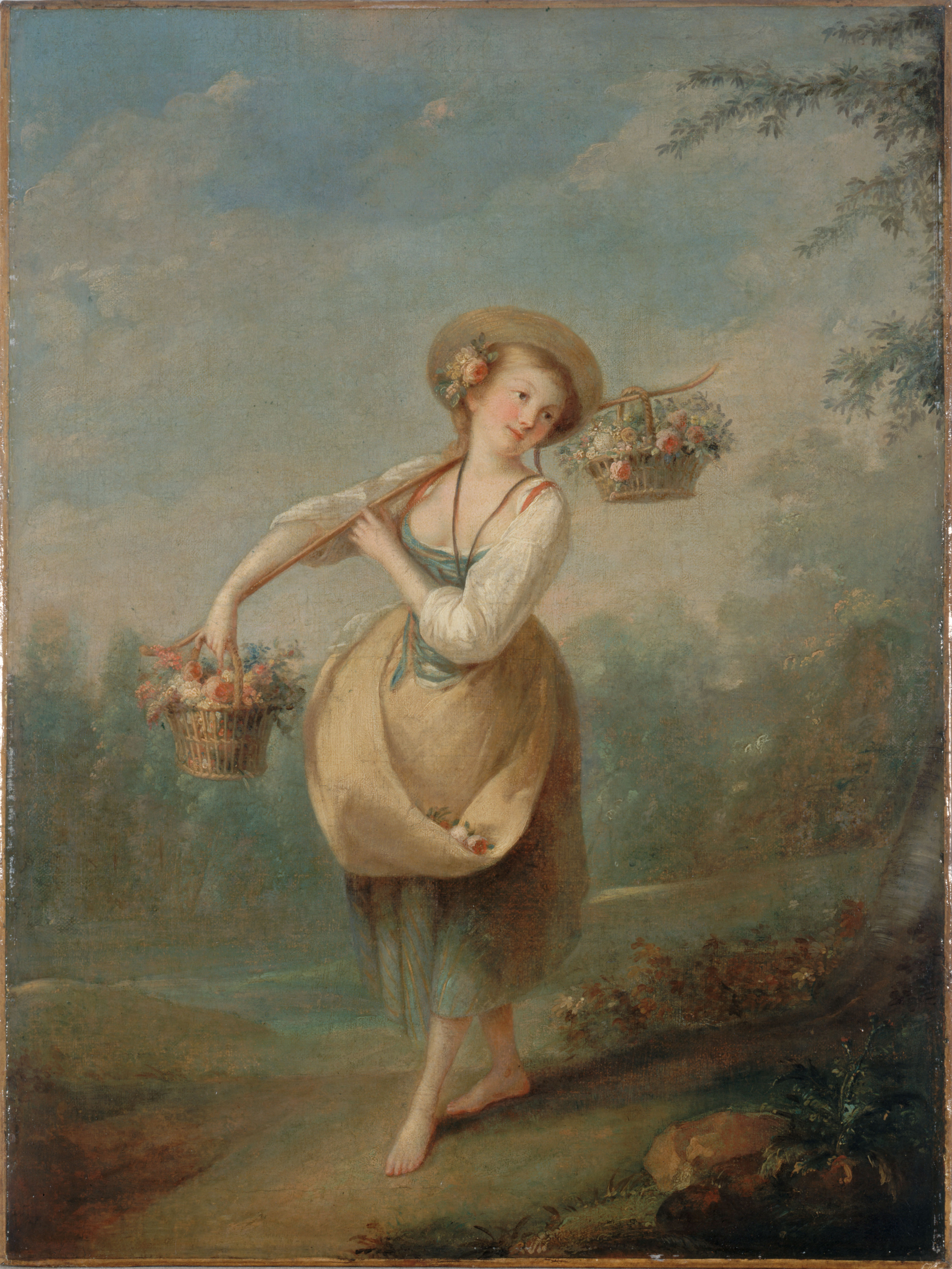
Цветочница. Холст, масло. Музей Коньяк-Жэ, Париж
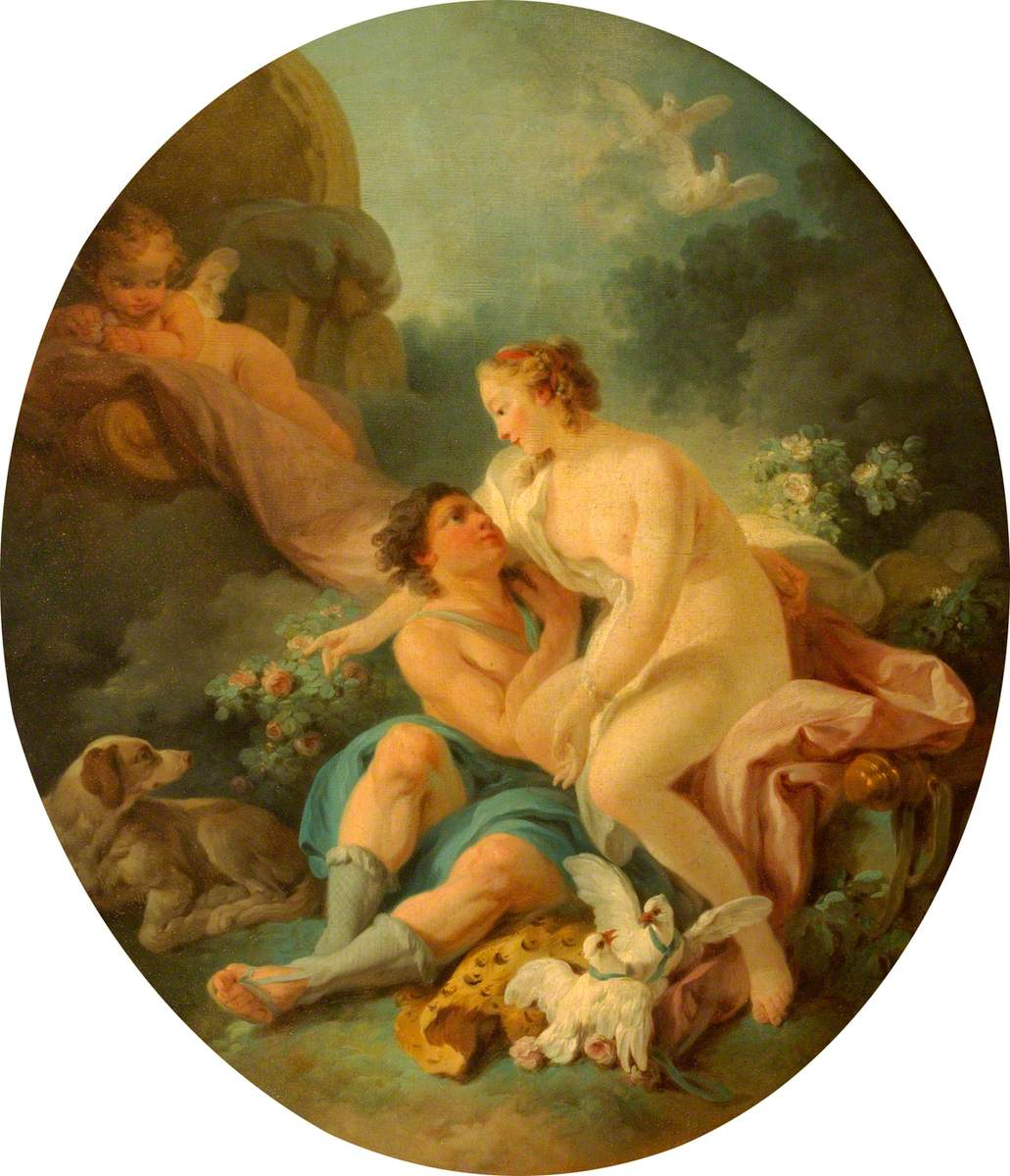
Венера и Адонис. 1778. Холст, масло. Замок Уоддесдон, Эйлсбери-Вейл, Великобритания
Молодая пара в лесу. Холст, масло. Национальный музей изобразительных искусств, Стокгольм
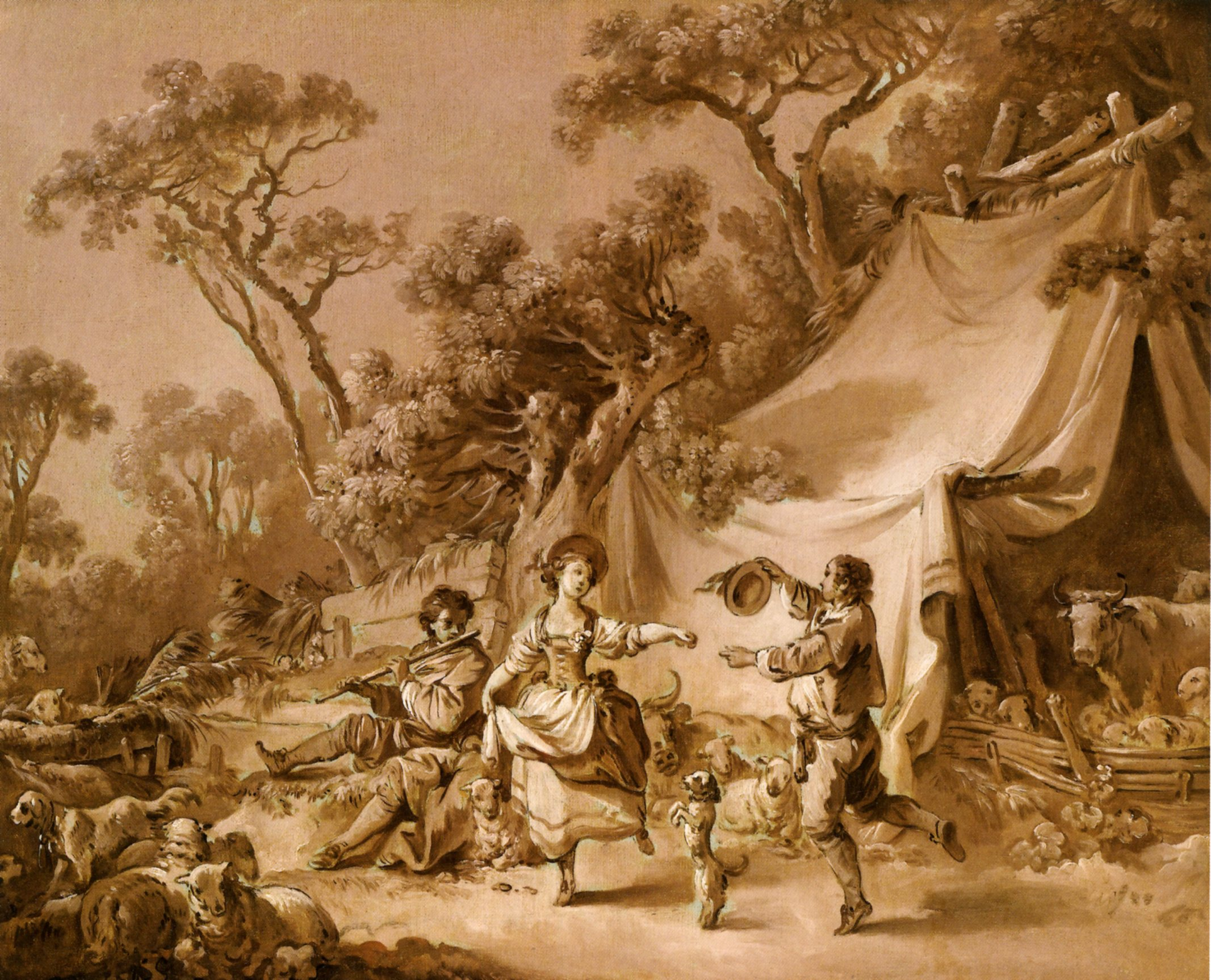
Молодая пара танцует в лесу. Ок. 1769. Бумага, сепия, перо, кисть, белила
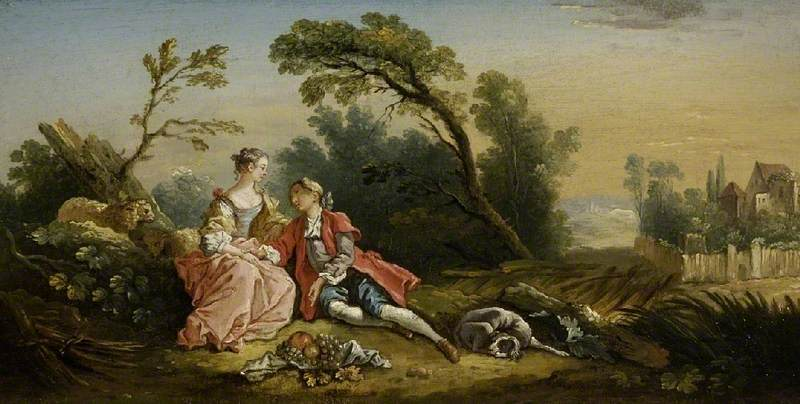
Пастораль. Холст, масло. Музей Фицуильяма, Кембридж, Великобритания
Маленькая пастушка с ягнёнком. Бумага, акварель. Художественная галерея Олбрайт-Нокс, Буффало, США
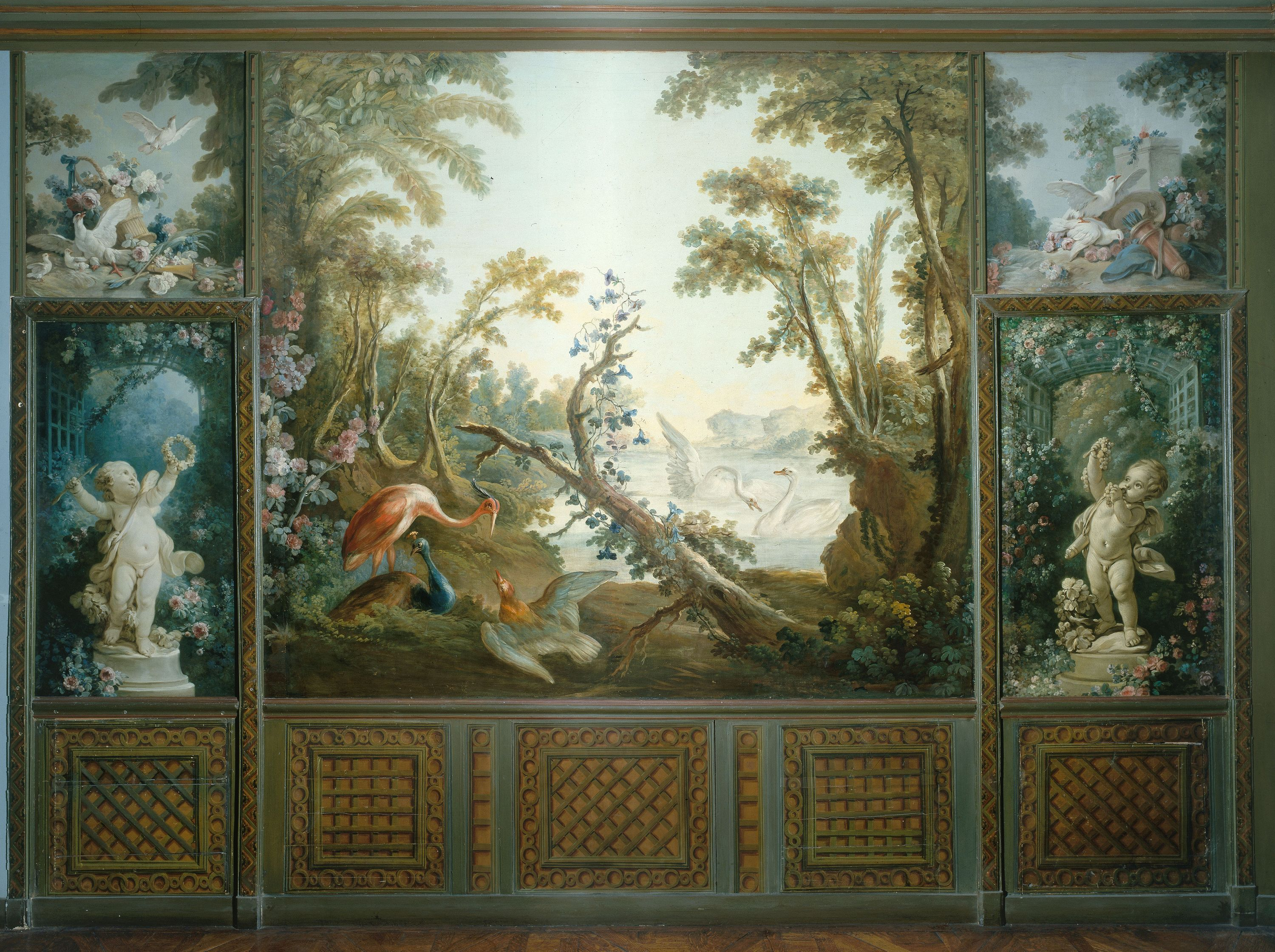
Ж.-Б. Юэ, Ф. Буше, Ж.-О. Фрагонар. Пейзаж с лебедями. Панно "Салона Демарто". 1765—1770. Музей Карнавале, Париж
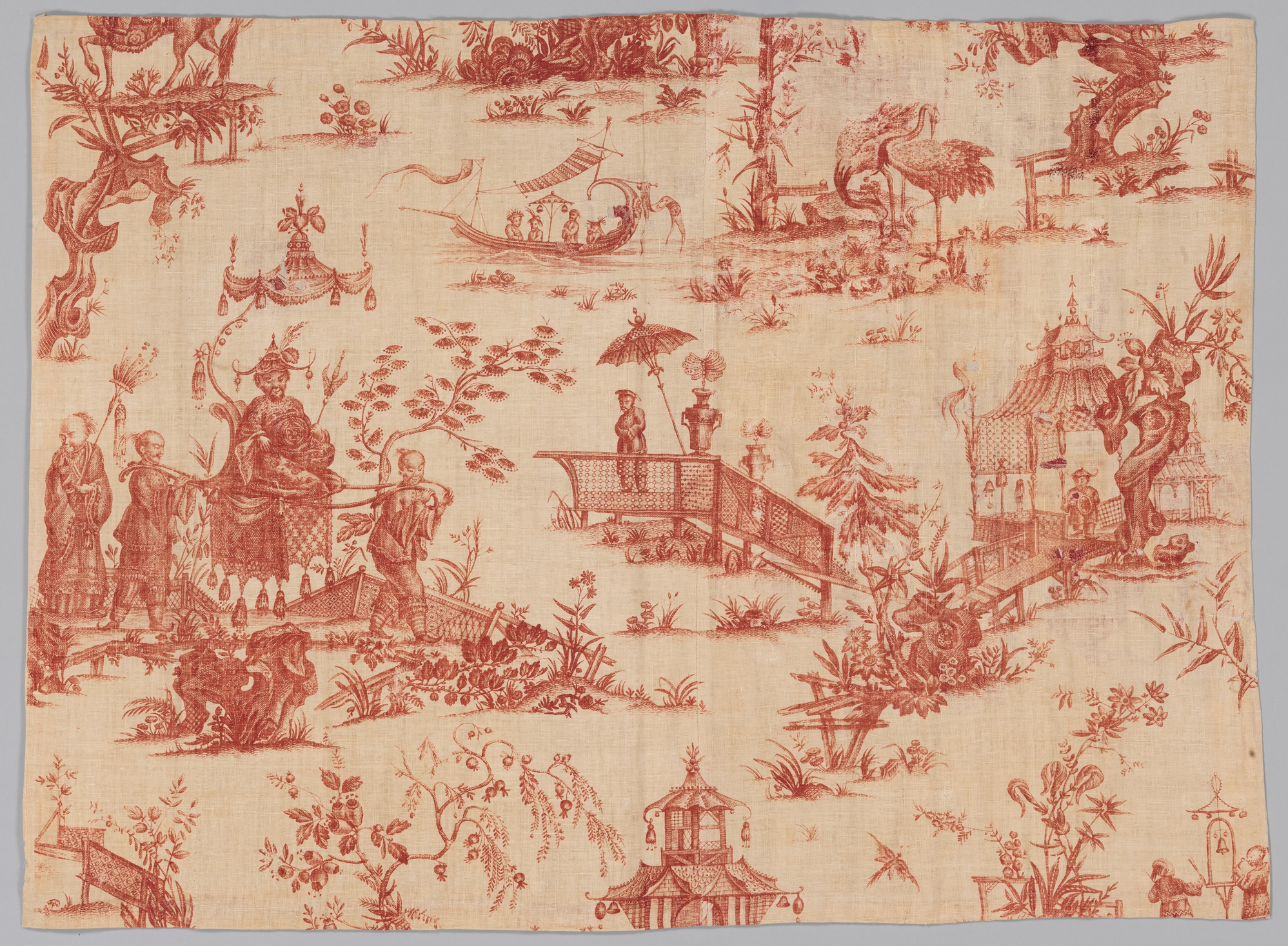
Рисунок ткани в стиле шинуазри. Печать. Ок. 1786. Мануфактура Жуи
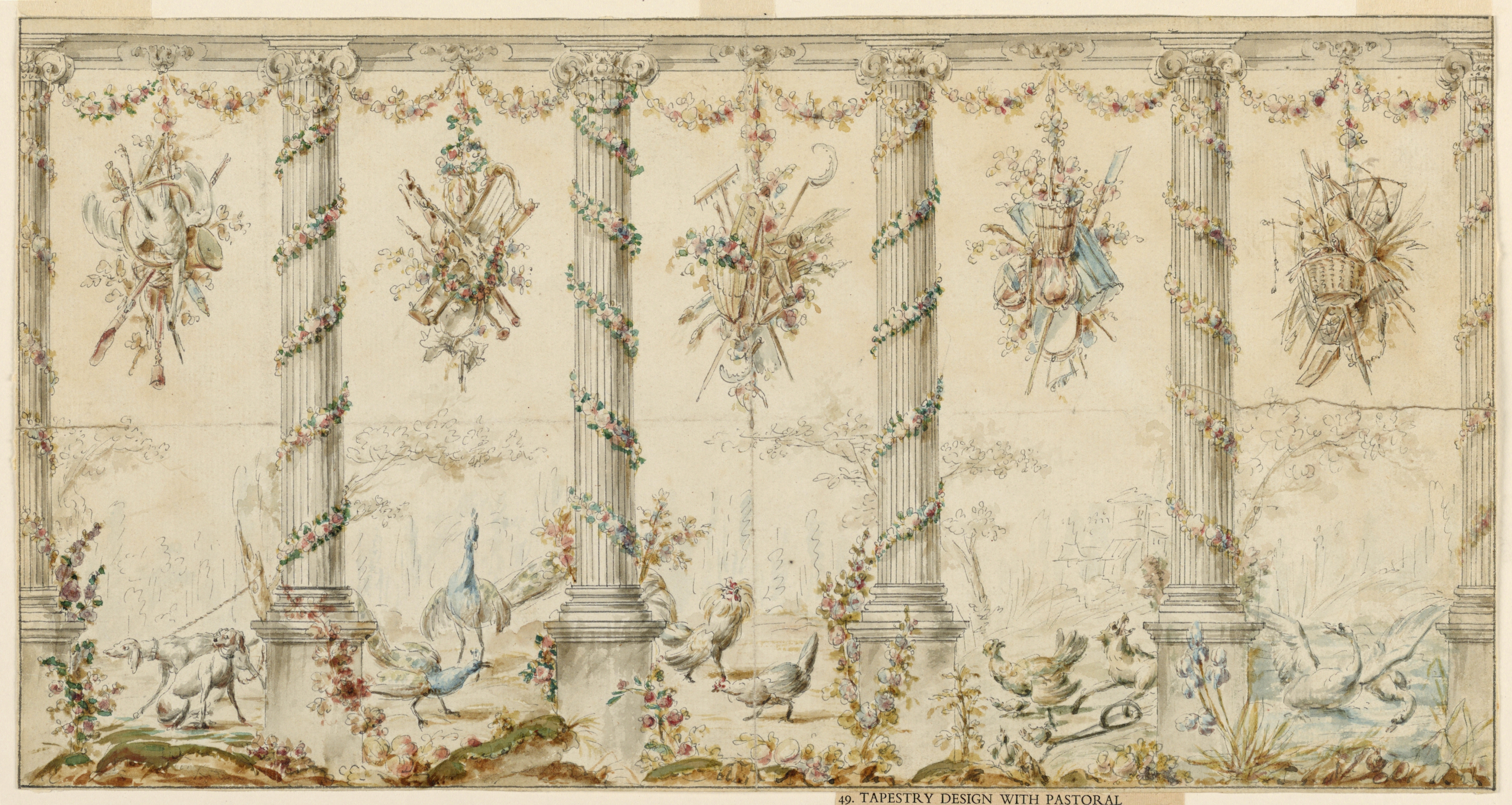
Проект шпалеры. 1780–1795. Бумага, перо, тушь, акварель. Смитсоновский музей дизайна Купер Хьюитт, Нью-Йорк
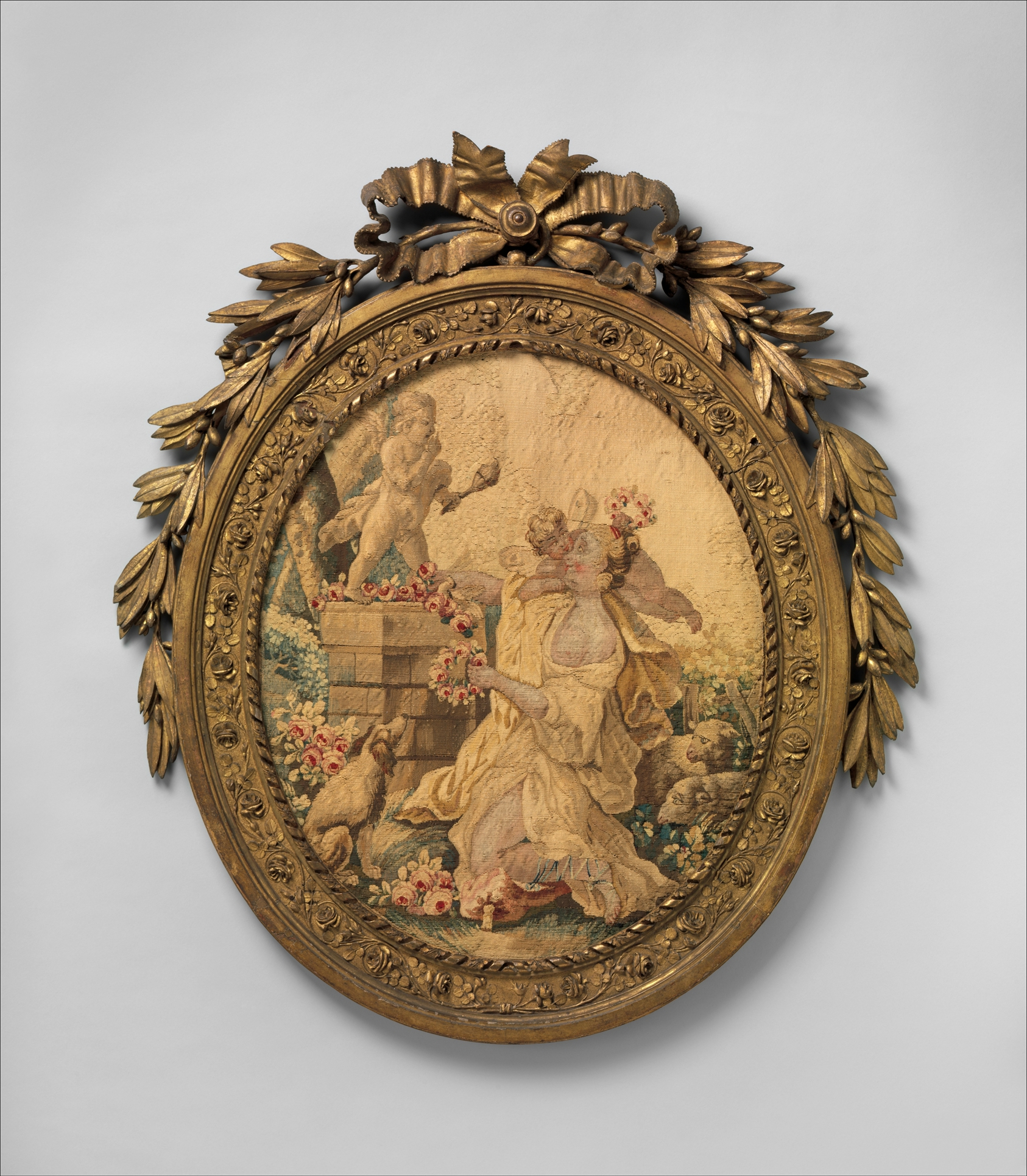
Поклонение Купидону. По рисунку Ж.-Б. Юэ. 1775–1790. Шерсть, вышивка. Мануфактура Обюссон